# Liste concordate di liberali, democratici e radicali
Le liste concordate di liberali, democratici e radicali furono un cartello elettorale creato per le elezioni politiche italiane del 1919
comprendente diversi partiti, per lo più uscenti dal cartello dei Liberali:
- Partito Democratico Liberale
- Partito Liberale Democratico
- Partito Monarchico Liberale
- Partito Liberale Nazionale
- Partito dei Liberali Democratici Indipendenti
- Partito Radicale Liberale
- Blocco Democratico Liberale
- Blocco Liberale Democratico

La coalizione ottenne il 15,9% dei voti.